# 佩姆
佩姆（法語：Pesmes，發音：[pɛm]），法国东北部市镇，位于勃艮第-弗朗什-孔泰大区上索恩省，隶属于沃苏勒区，其市镇面积为18.64平方公里，2022年1月1日时人口数量为1,082人，在法国城市中排名第9,405位。
佩姆位于上索恩省西南部，奥尼翁河右岸，南侧与汝拉省接壤，是一个区域性的中心市镇，多条公路在此交汇。

## 地名来源
“Pesmes”一名可能出自凯尔特语“pes”和“maen”，分别意为“高处”和“岩石”，可能与当地的自然地理环境有关。

## 历史

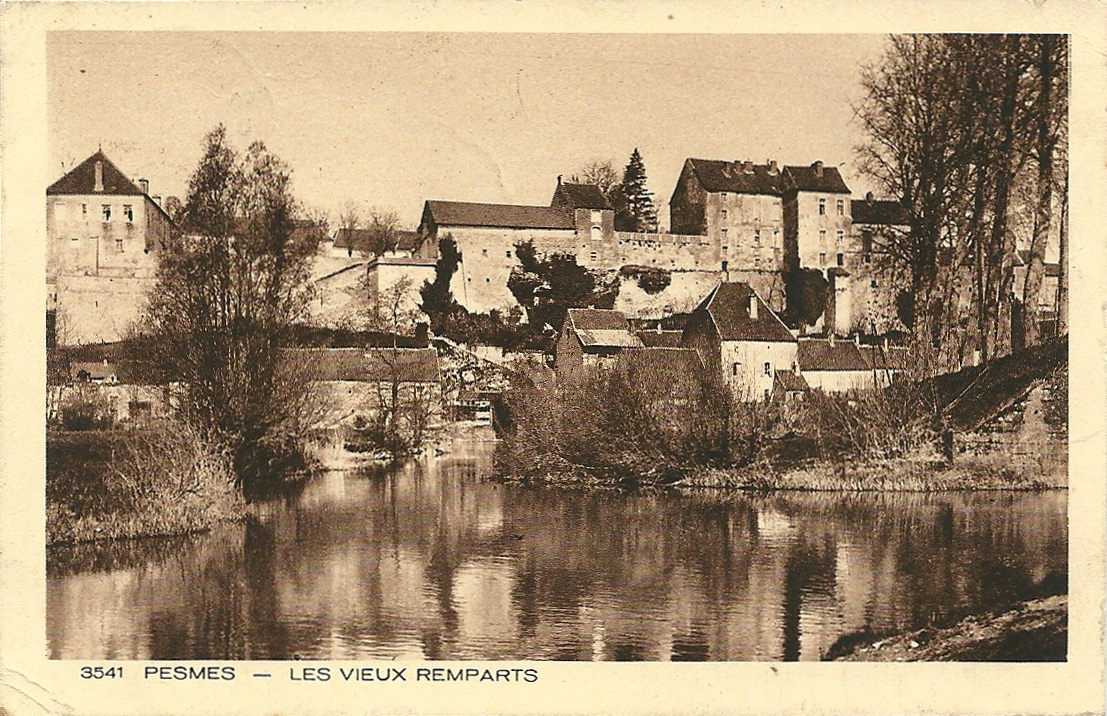
20世纪初的佩姆

佩姆境内遗留有罗马人修建的浴场、瓷窑、引水渠等遗迹，但当地的城市早期建设历史尚有待考证。根据上索恩省官方网站的论述，首个以“Pesmes”命名的家庭出现于公元6世纪，后于公元9世纪绝嗣。公元11世纪时，当地领主再次创立了以“佩姆”命名的家族。中世纪中后期，佩姆及其所处的勃艮第伯国曾被哈布斯堡王朝统治。当地的首座城堡在1127年被提及。公元13世纪初，两名佩姆领主前往参与十字军东征。英法百年战争期间，英格兰军队曾于1409年攻占了佩姆。1595年，法兰西国王亨利四世曾到访佩姆。1621年，一场大火烧毁了佩姆城内的120间房屋。1674年，法兰西军队发动佩姆围城战并最终获得胜利。1678年，根据《奈梅亨条约》，佩姆及勃艮第伯国被并入法兰西王国。法国大革命后，佩姆成为上索恩省的一个市镇。工业革命期间，佩姆曾出现了铁器加工厂，后于20世纪末关闭。佩姆亦曾有葡萄酒种植园，鼎盛时期面积达150公顷，但后因根瘤蚜疫情而荒废。2003至2016年间，佩姆曾为佩姆河谷市镇公共社区。2022年8月末至9月初，佩姆及附近区域接连发生多起火灾。

## 地理

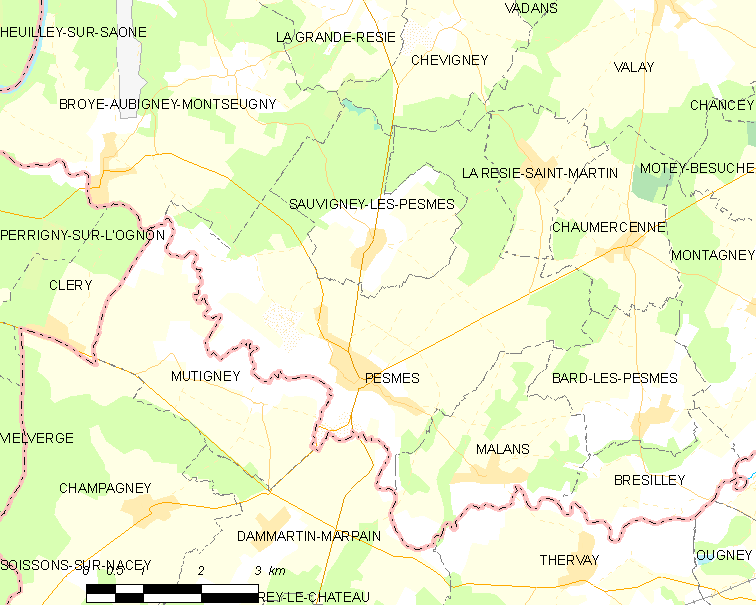
佩姆市镇范围地图

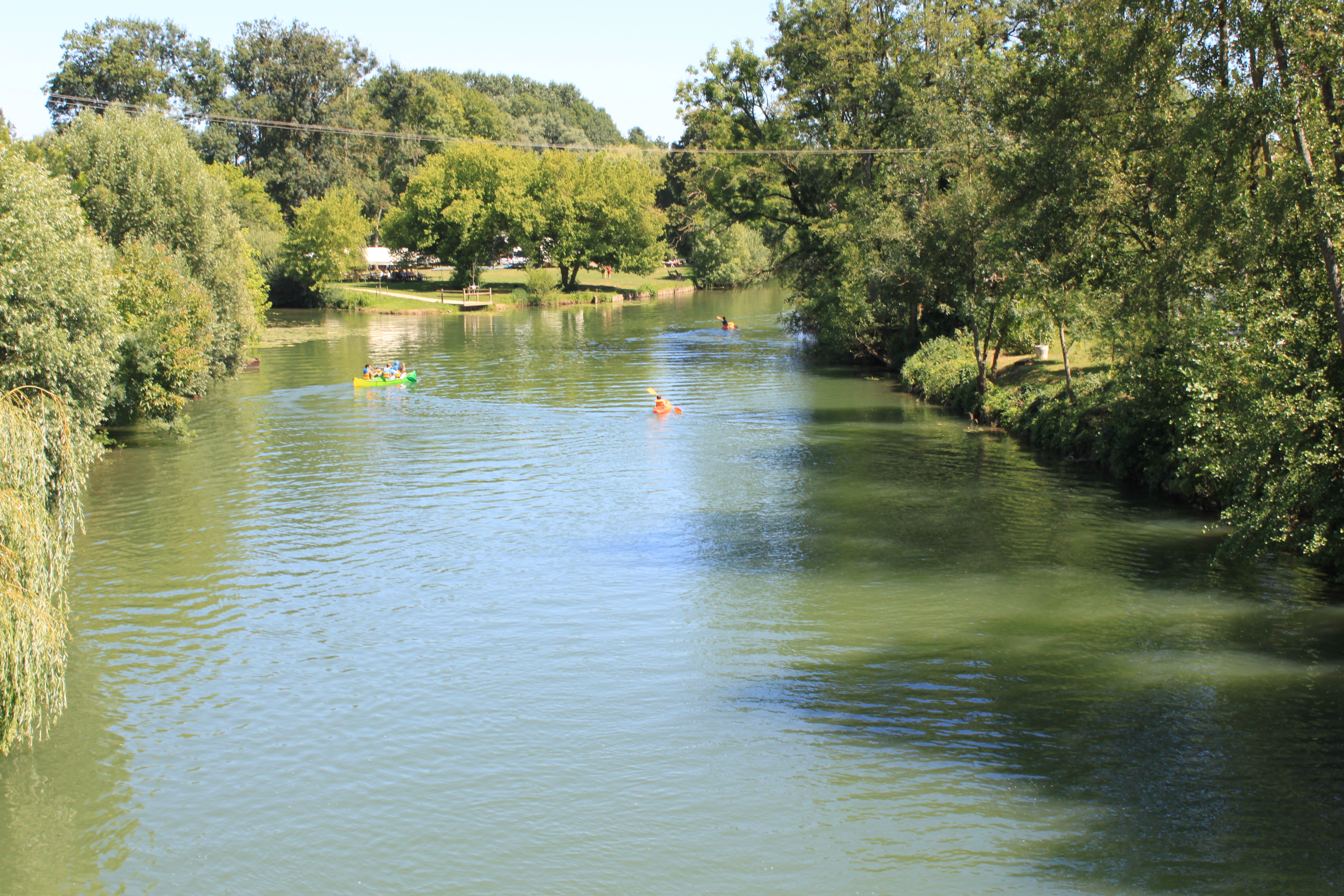
奥尼翁河佩姆段

佩姆位于法国东北部，勃艮第-弗朗什-孔泰大区中东部和上索恩省西南部，距离省会沃苏勒大约63公里。与佩姆接壤的市镇包括：索维涅莱佩姆、达马尔坦-马尔潘、米蒂涅、巴尔莱佩姆、布鲁瓦-欧比涅-蒙瑟尼、绍梅尔塞讷、马朗、拉雷西圣马丹、瓦莱。

### 地形
佩姆位于奥尼翁河河谷右岸，境内以浅丘和平原为主，市镇中心地势较为平坦，近河地带略有起伏，全境海拔在188到290米之间。

### 水文
佩姆位于罗讷河流域范围内，奥尼翁河自东向西流经境内南部，该河在佩姆市区东南形成“Sauvageonne”河心岛，其北支建有水力磨坊。

### 植被
佩姆属于温带阔叶混交林区，林地主要分布于河流附近。
在鲜花城市的评比中，佩姆暂未被评级。

### 气候
佩姆在柯本气候分类法中属于带有大陆性特征的温带海洋性气候。
佩姆境内设有气象站，以下为该气象站的数据（其中日照数据取自沙尔热莱格雷气象站）：
| 佩姆 1981年－2019年 | 佩姆 1981年－2019年 | 佩姆 1981年－2019年 | 佩姆 1981年－2019年 | 佩姆 1981年－2019年 | 佩姆 1981年－2019年 | 佩姆 1981年－2019年 | 佩姆 1981年－2019年 | 佩姆 1981年－2019年 | 佩姆 1981年－2019年 | 佩姆 1981年－2019年 | 佩姆 1981年－2019年 | 佩姆 1981年－2019年 | 佩姆 1981年－2019年 |
| 月份                | 1月                 | 2月                 | 3月                 | 4月                 | 5月                 | 6月                 | 7月                 | 8月                 | 9月                 | 10月                | 11月                | 12月                | 全年                |
| ------------------- | ------------------- | ------------------- | ------------------- | ------------------- | ------------------- | ------------------- | ------------------- | ------------------- | ------------------- | ------------------- | ------------------- | ------------------- | ------------------- |
| 历史最高温 °C（°F） | 15.2 (59.4)         | 20.4 (68.7)         | 23.4 (74.1)         | 29.1 (84.4)         | 32 (90)             | 36.5 (97.7)         | 36.7 (98.1)         | 40 (104)            | 32.2 (90.0)         | 29 (84)             | 21.5 (70.7)         | 19.5 (67.1)         | 40 (104)            |
| 平均高温 °C（°F）   | 5.4 (41.7)          | 7.8 (46.0)          | 12.2 (54.0)         | 15.8 (60.4)         | 20.5 (68.9)         | 23.9 (75.0)         | 26.3 (79.3)         | 26.2 (79.2)         | 21.1 (70.0)         | 16.1 (61.0)         | 9.5 (49.1)          | 5.7 (42.3)          | 15.9 (60.6)         |
| 日均气温 °C（°F）   | 2.3 (36.1)          | 3.8 (38.8)          | 7.2 (45.0)          | 10 (50)             | 14.6 (58.3)         | 17.7 (63.9)         | 19.8 (67.6)         | 19.7 (67.5)         | 15.4 (59.7)         | 11.5 (52.7)         | 6.1 (43.0)          | 2.9 (37.2)          | 10.9 (51.6)         |
| 平均低温 °C（°F）   | −0.7 (30.7)         | −0.1 (31.8)         | 2.2 (36.0)          | 4.3 (39.7)          | 8.6 (47.5)          | 11.5 (52.7)         | 13.4 (56.1)         | 13.2 (55.8)         | 9.7 (49.5)          | 7 (45)              | 2.7 (36.9)          | 0.1 (32.2)          | 6 (43)              |
| 历史最低温 °C（°F） | −15.5 (4.1)         | −15.8 (3.6)         | −14.3 (6.3)         | −5 (23)             | −2.2 (28.0)         | 1.4 (34.5)          | 5.4 (41.7)          | 3 (37)              | 0.1 (32.2)          | −8.3 (17.1)         | −11.5 (11.3)        | −18.4 (−1.1)        | −18.4 (−1.1)        |
| 平均降水量 mm（）   | 58.5 (2.30)         | 59 (2.3)            | 62.2 (2.45)         | 66.2 (2.61)         | 80.1 (3.15)         | 74.5 (2.93)         | 76 (3.0)            | 78.2 (3.08)         | 76.1 (3.00)         | 84.1 (3.31)         | 89.8 (3.54)         | 74.4 (2.93)         | 879.1 (34.61)       |
| 月均日照時數        | 77.6                | 104.8               | 147.7               | 198.8               | 215.7               | 220                 | 237.8               | 211                 | 178.9               | 125.8               | 71.8                | 58.6                | 1,848.5             |
| 来源：infoclimat.fr |                     |                     |                     |                     |                     |                     |                     |                     |                     |                     |                     |                     |                     |

## 行政区划
佩姆的市镇编号为70408，邮政编号为70140。
在行政管理方面，佩姆隶属于法国勃艮第-弗朗什-孔泰大区上索恩省沃苏勒区；在地方选举方面，佩姆隶属于马尔奈县，其市镇范围全境被划入上索恩省第一选区；在社会管理方面，佩姆是格雷河谷市镇公共社区的组成部分。
法国国家统计与经济研究所（简称）在进行数据统计时，未将佩姆划入任何城市核心区（Unité urbaine）、城市区（Aire urbaine）以及城市辐射区（Aire d'attraction）内。此外，还将佩姆市镇整体看作一个“块区”（IRIS），以便于统计人口分布情况。

## 交通

### 公路
上索恩省省道D12线、D15线和D475线在佩姆境内交汇。勃艮第-弗朗什-孔泰大区下属的城际客运提供巴士线路，可前往格雷、阿尔桑等地。
| 5 | 25 |

| 沃苏勒 | 63 |

| 日村 | 25 |

| 多勒 | 25 |

| 欧克索讷 | 18 |

| 格雷 | 20 |

| 邦布瓦永 | 14 |

2019年，66.1%的佩姆家庭拥有至少一辆私人汽车。2018年，佩姆境内共发生各类交通事故1起，造成1人重伤。

### 铁路
佩姆位于格雷－佩姆铁路上，该铁路是一条地方铁路，在1901至1938年间运行。
距离佩姆最近的运营中的客运铁路车站为19公里外的欧克索讷站，该站停靠往返于第戎和贝桑松一线的区域列车。

### 航空
距离佩姆最近的民用航空站为多勒机场，距离佩姆市中心的公路里程约33公里。

### 城市公共交通
截至2022年10月，佩姆暂无城市公共交通系统。

## 政治

### 市政内阁

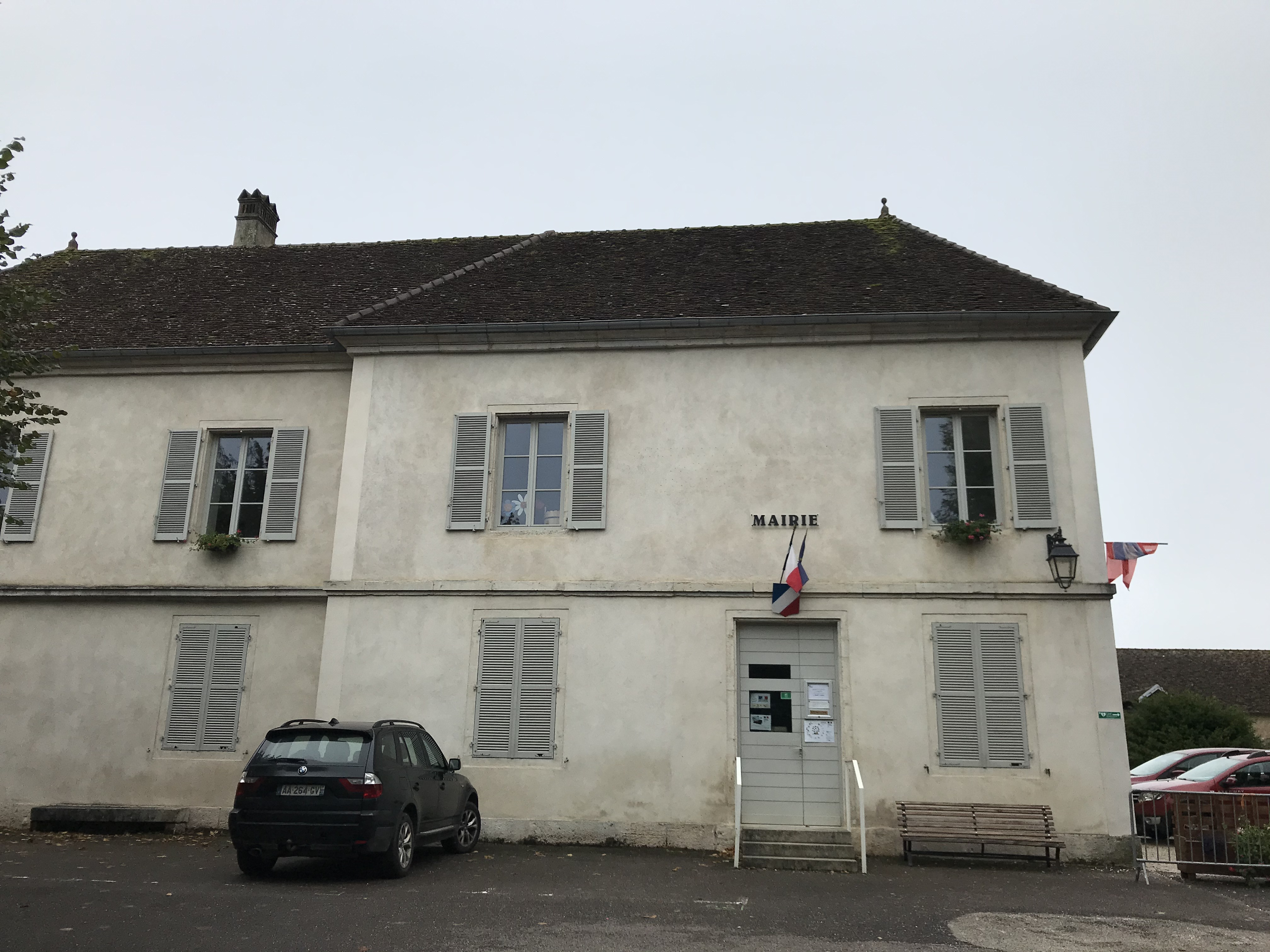
佩姆市政厅

佩姆的现任市长为弗雷德里克·埃南先生（Frédérick HENNING），他是一名无党派人士，在2020年的市政选举中获得了100.00%的支持率（无其他候选人）。
| 佩姆历届市长               | 佩姆历届市长                      | 佩姆历届市长                      |
| 任期                       | 市长                              | 党派                              |
| -------------------------- | --------------------------------- | --------------------------------- |
| （1977年以前资料暂缺）     |                                   |                                   |
| 1977年－1995年             | Bernard JOLY 贝尔纳·若利          | RAD激进党                         |
| （1995至2001年间资料暂缺） |                                   |                                   |
| 2001年－2008年             | Jean MIGEON 让·米容               | UMP人民运动联盟                   |
| 2008年－2014年             | Jean-Claude GAY 让-克洛德·盖      | MoDem民主运动                     |
| 2014年－                   | Frédérick HENNING 弗雷德里克·埃南 | UMP人民运动联盟 →LR共和黨 →無黨籍 |

### 各级选举
| 佩姆历届投票选举结果 | 佩姆历届投票选举结果 | 佩姆历届投票选举结果 | 佩姆历届投票选举结果 | 佩姆历届投票选举结果         | 佩姆历届投票选举结果 | 佩姆历届投票选举结果 | 佩姆历届投票选举结果         | 佩姆历届投票选举结果 | 佩姆历届投票选举结果 |
| 选举项目             | 选举范围             | 选区单位             | 选区单位内的选举结果 | 选区单位内的选举结果         | 选区单位内的选举结果 | 选区单位内的选举结果 | 选区单位内的选举结果         | 选区单位内的选举结果 | 参考资料             |
| 选举项目             | 选举范围             | 选区单位             | 第一轮胜出者         | 第一轮胜出者                 | 支持率               | 第二轮胜出者         | 第二轮胜出者                 | 支持率               | 参考资料             |
| -------------------- | -------------------- | -------------------- | -------------------- | ---------------------------- | -------------------- | -------------------- | ---------------------------- | -------------------- | -------------------- |
| 2017年法國總統選舉   | 法國                 | 市镇                 |                      | 弗朗索瓦·菲永                | 26.61%               |                      | 埃马纽埃尔·马克龙            | 61.82%               | [ 21 ]               |
| 2017年法国立法选举   | 上索恩省第一选区     | 市镇                 |                      | 芭芭拉·贝索·巴洛             | 32.92%               |                      | 芭芭拉·贝索·巴洛             | 66.16%               | [ 21 ]               |
| 2019年欧洲议会选举   | 法國                 | 市镇                 |                      | 若尔丹·巴尔代拉              | 27.43%               | （不适用）           | （不适用）                   | （不适用）           | [ 23 ]               |
| 2021年法国省级选举   | 上索恩省             | 县                   |                      | 帕特里夏·法瑟内 让-克洛德·盖 | 41.45%               |                      | 帕特里夏·法瑟内 让-克洛德·盖 | 51.36%               | [ 24 ]               |
| 2021年法国省级选举   | 上索恩省             | 市镇                 |                      | 帕特里夏·法瑟内 让-克洛德·盖 | 50.00%               |                      | 帕特里夏·法瑟内 让-克洛德·盖 | 57.89%               | [ 24 ]               |
| 2021年法国大区选举   |                      | 市镇                 |                      | 吉勒·普拉特雷                | 28.57%               |                      | 玛丽-吉特·迪费               | 39.09%               | [ 25 ]               |
| 2022年法国总统选举   | 法國                 | 市镇                 |                      | 埃马纽埃尔·马克龙            | 29.55%               |                      | 埃马纽埃尔·马克龙            | 53.57%               | [ 21 ]               |
| 2022年法国立法选举   | 上索恩省第一选区     | 市镇                 |                      | 芭芭拉·贝索·巴洛             | 30.24%               |                      | 芭芭拉·贝索·巴洛             | 58.51%               | [ 21 ]               |

## 人口
2019年，佩姆市镇人口数量为1,068，在法国排名第9,405位。其中男性509人，女性559人，75岁及以上人口占14.3%，外籍人口数量为10人，人口密度为57人/平方公里，当地居民被称为（男性）或（女性）。2020年，佩姆境内出生7人，死亡人口32人。
| 佩姆1901年－2019年人口变化情况 |
|                                |
| 数据来源：Cassini、INSEE       |

## 经济

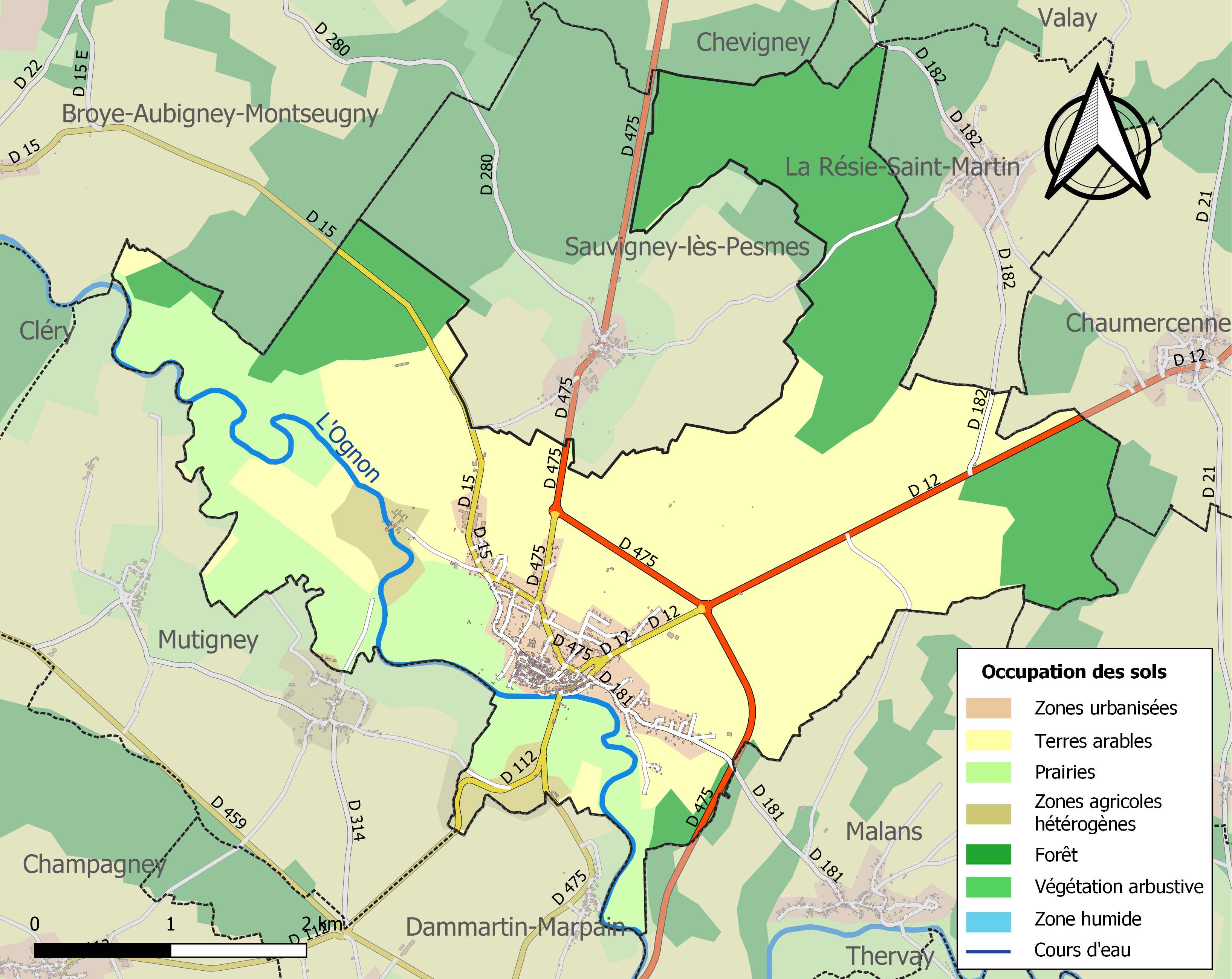
佩姆土地利用情况地图

佩姆是一个区域性的中心市镇。截止2022年10月，佩姆市镇范围内共有各类用人单位（包含自雇）243家，平均历史为20年，其中99.15%为中小型企业（PME），2022年8月至10月间，当地的经济活力指数为0.41%。 （零售）、（行政）及（土地租赁）是当地2021年营业额最高的三个企业，分别为3,681,782欧元、448,802欧元和70,000欧元。

## 财政与居民收入
2020年，佩姆的财政收入总额为846,400欧元，财政支出总额为763,840欧元，当年的债务总额为417,370欧元。2021年，佩姆市镇共获得224,671欧元的国家财政补助，比上一年减少了1.1%。
2020年，佩姆的人均月收入总额为2,265欧元，低于法国平均水平（2,303欧元）。
2019年，佩姆境内的青壮年（15至64岁）失业率为10.8%，当地48.3%的家庭拥有纳税资格，平均纳税3,256欧元，低于法国平均水平（3,910欧元）。

## 社会事务

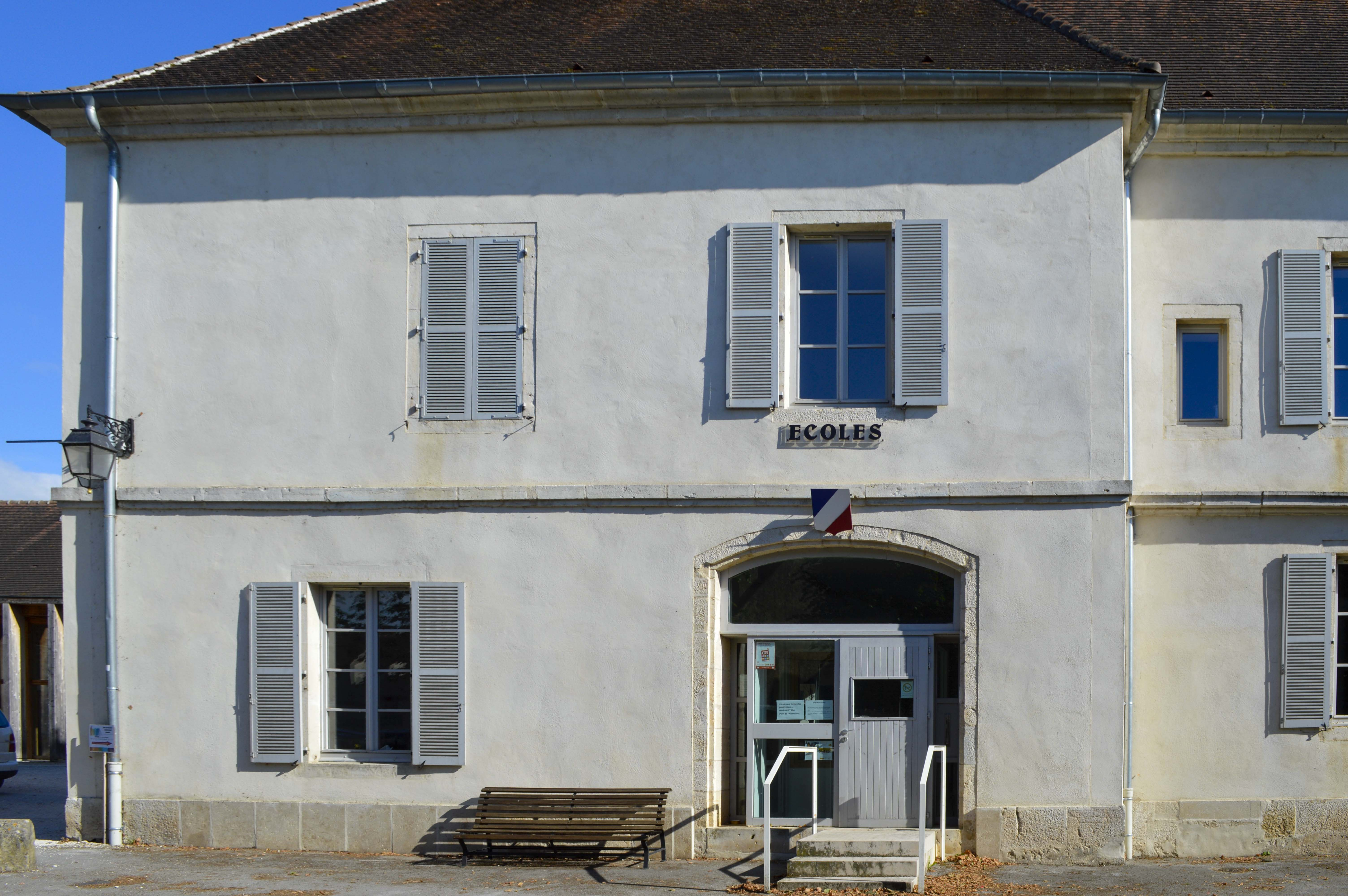
佩姆小学

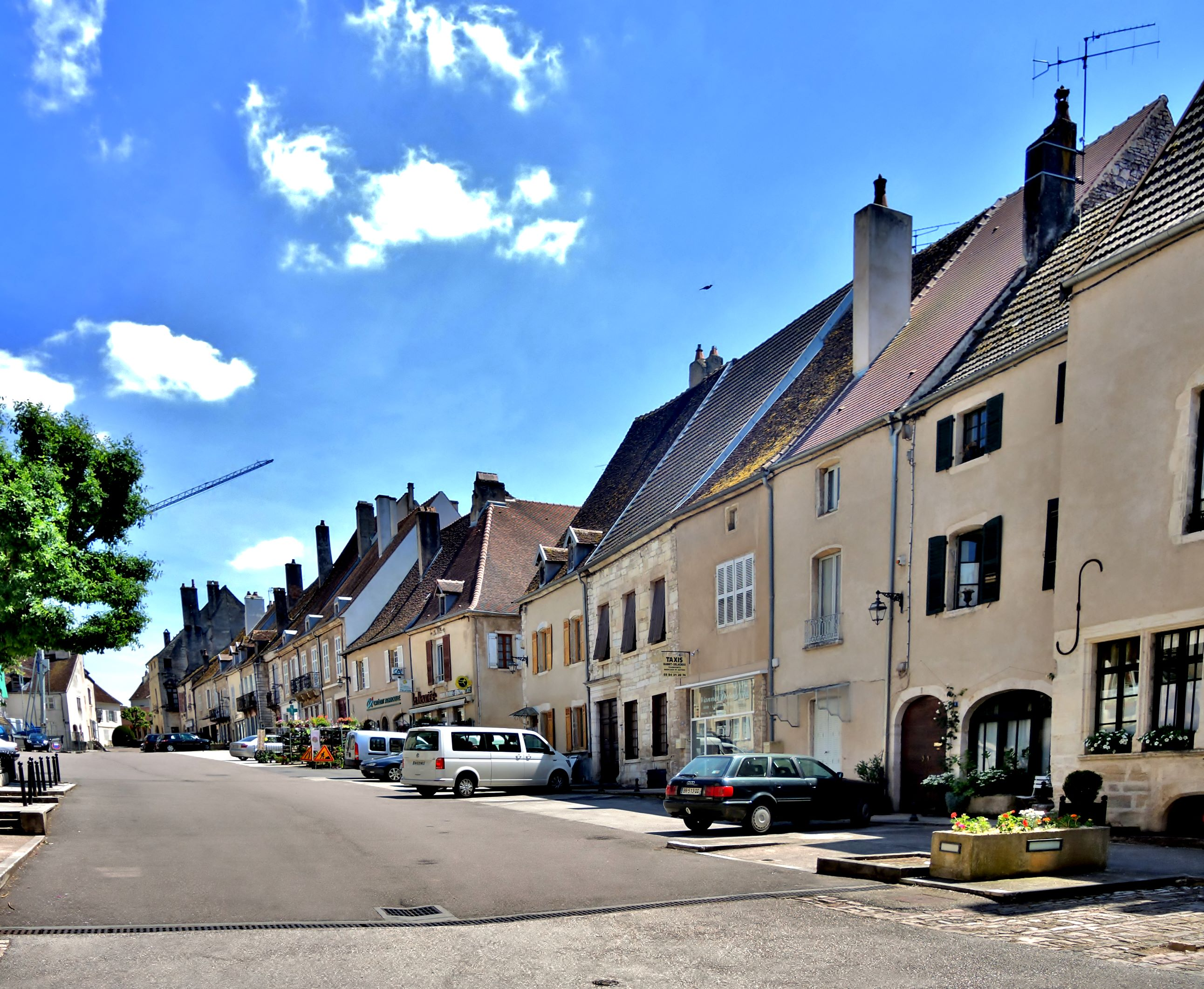
佩姆镇中心

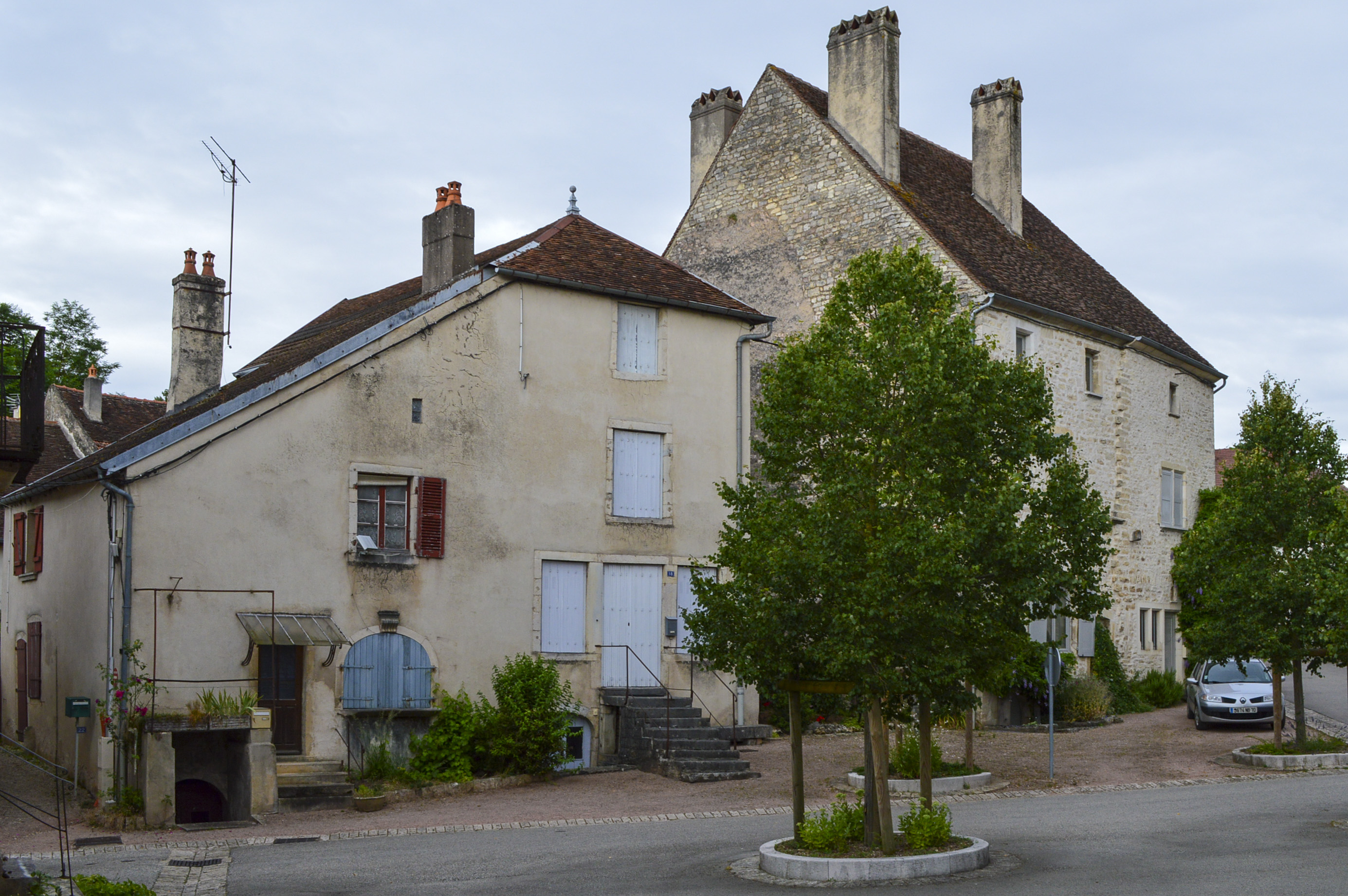
一处民居

### 教育
佩姆属于贝桑松学区。截止2021年1月1日，佩姆境内共有1所小学和1所初级中学。2018至2019学年度，佩姆境内共有在校中等教育阶段学生368名。

### 医疗
截止2021年1月1日，佩姆境内共有全科医生4名、保健师2名、牙医1名和护士4名。境内共有药房1家。
距离佩姆最近的区域性医疗机构为索恩河谷-皮埃尔·维泰尔中心医院，其主病区位于格雷，距离佩姆市区的正常车程约19分钟，该院设有床位77个，是当地规模最大的公立综合性医院。

### 住房
2019年，佩姆境内共有各类住房667套，其中82.6%为独立式居民区，17.2%为集中式居民区。常住房屋占佩姆市镇范围内居民建筑总量的78.7%。
在住房保障政策方面，2021年，佩姆境内共有77户家庭获得了住房经济补助，受益人数占总人口数量的7.2%，其中71份为房租补助。

### 商业
2021年，佩姆境内共有各类实体商铺35家，其中餐厅4家、大型超市1家、面包房3家、肉铺1家、书店1家、美容美发店4家、汽车维修店2家。镇中心东侧建有一家家乐福便民商场。

### 体育
2021年，佩姆境内共有1间体育馆、2处网球场、1处马术场以及1处足球或橄榄球场。
截至2022年10月，瓦勒德佩姆体育联盟（US Val de Pesmes，编号506591）是佩姆境内唯一的一家家注册足球俱乐部。该足球队成立于1909年，其主队2022至2023赛季参加勃艮第-弗朗什-孔泰大区足球联赛乙组（法国第七级别），其主场为市政球场（Stade Municipal）。

### 环境
佩姆的环境事务由其所属的格雷河谷市镇公共社区联合各级政府协调负责。2021年，佩姆境内暂无污染企业。

### 治安
2021年，佩姆市镇范围内共有1处宪兵队。
佩姆及其附近的共342个市镇是沃苏勒国家宪兵队（zone gendarmerie de Vesoul）的管辖范围。2020年，该宪兵队累计记录各类案件2,889起，其中盗窃类案件1,344起，经济类案件517起，毒品交易类案件89起。

## 文化
2021年，佩姆境内暂无任何文化设施。佩姆市政府提供市政图书馆，每周三和五向公众开放。

### 建筑
佩姆境内有多处历史建筑，其中佩姆城堡、圣伊莱尔教堂、佩姆皇家楼等为法国国家文物保护单位。

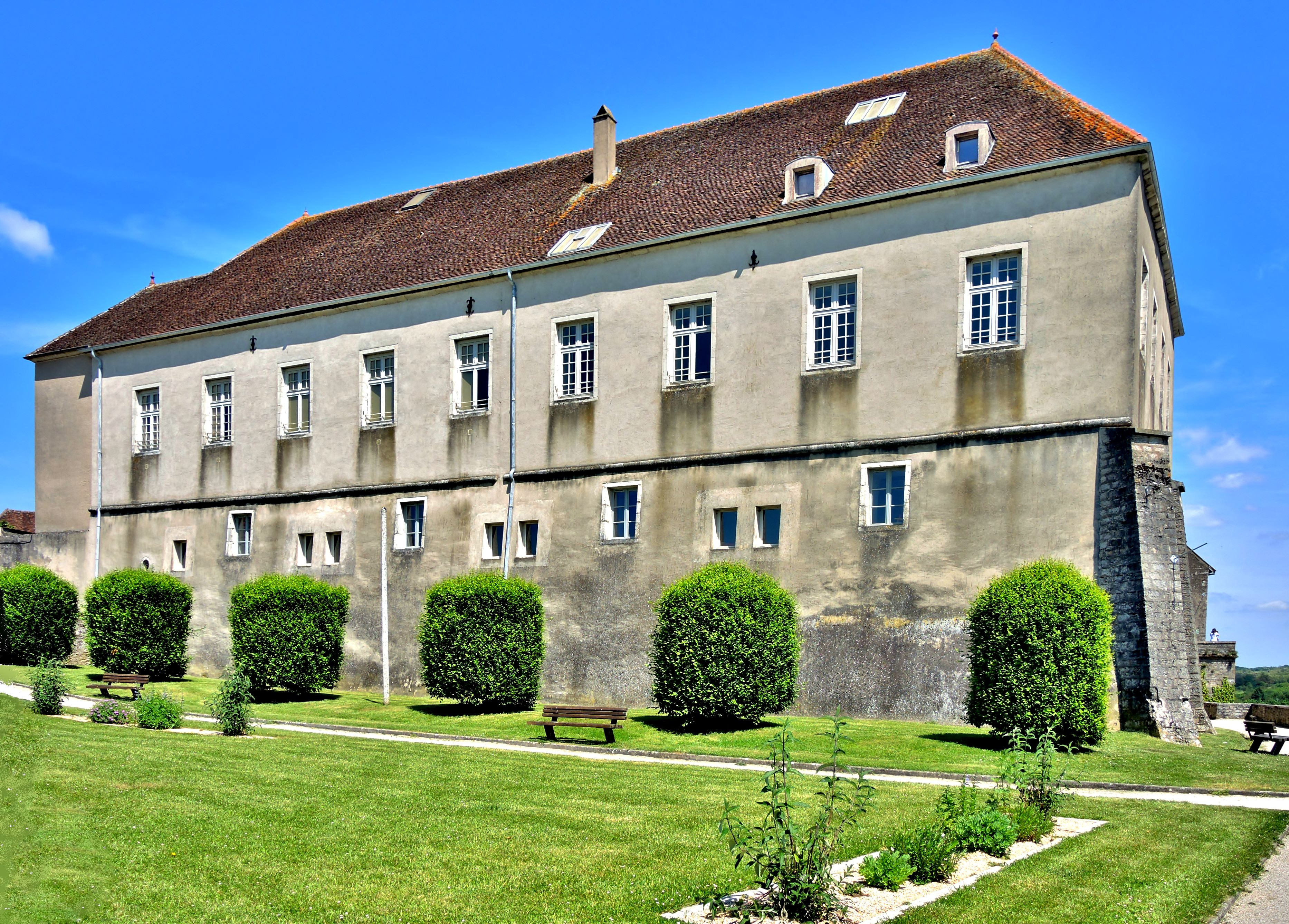
佩姆城堡（法语：Château de Pesmes）
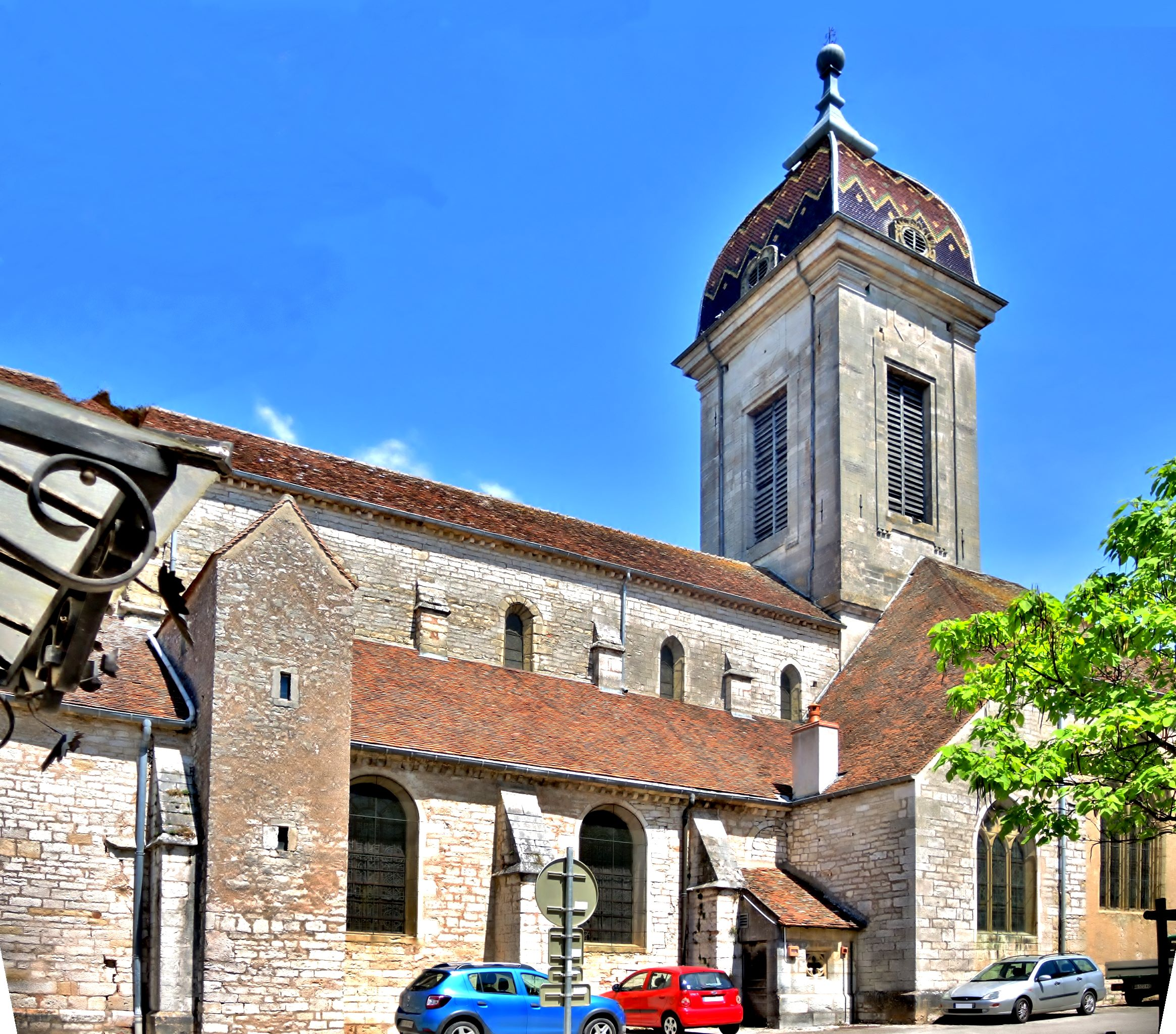
圣伊莱尔教堂（法语：Église Saint-Hilaire de Pesmes）
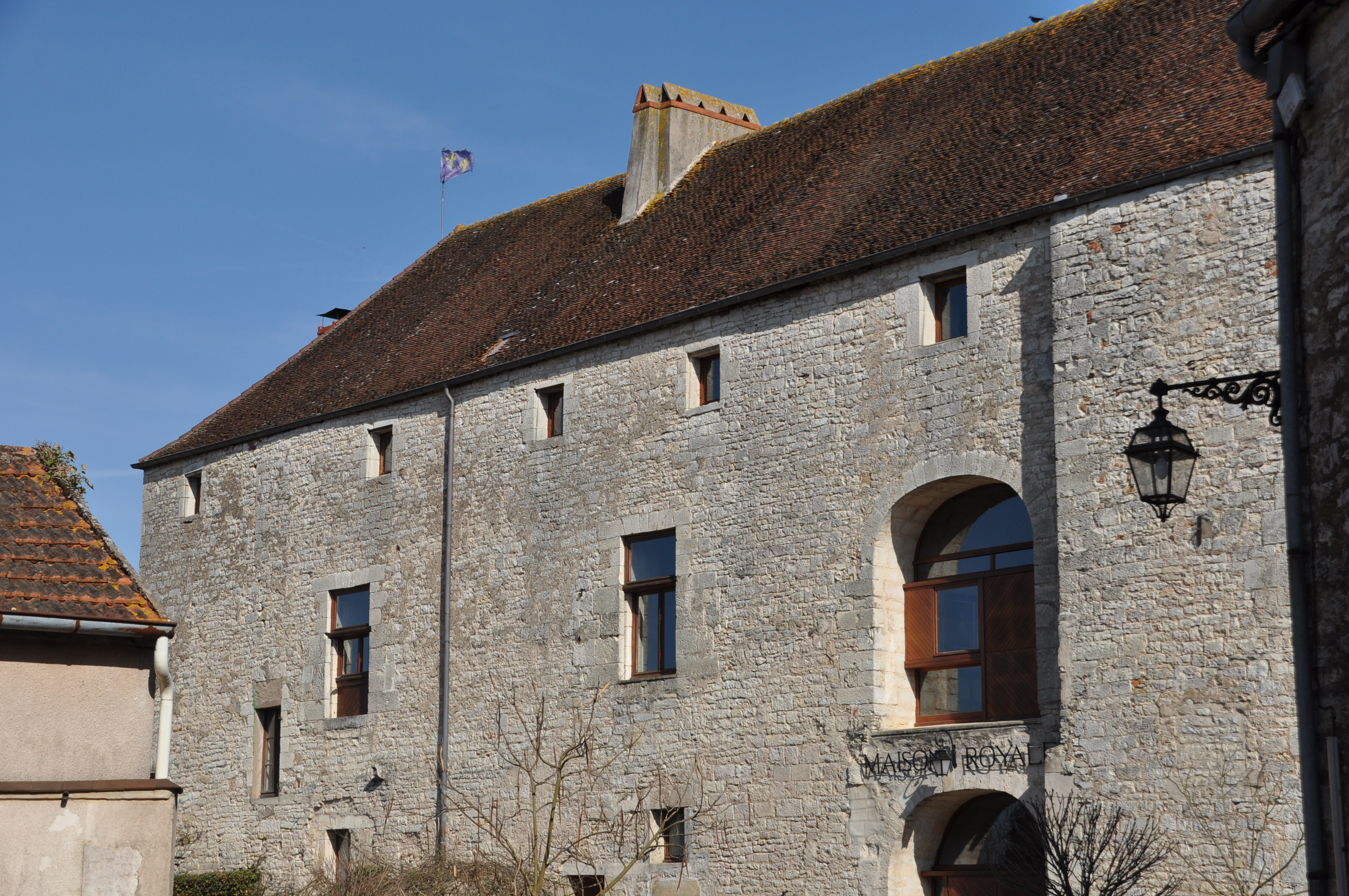
佩姆皇家楼（法语：Maison royale (Pesmes)）
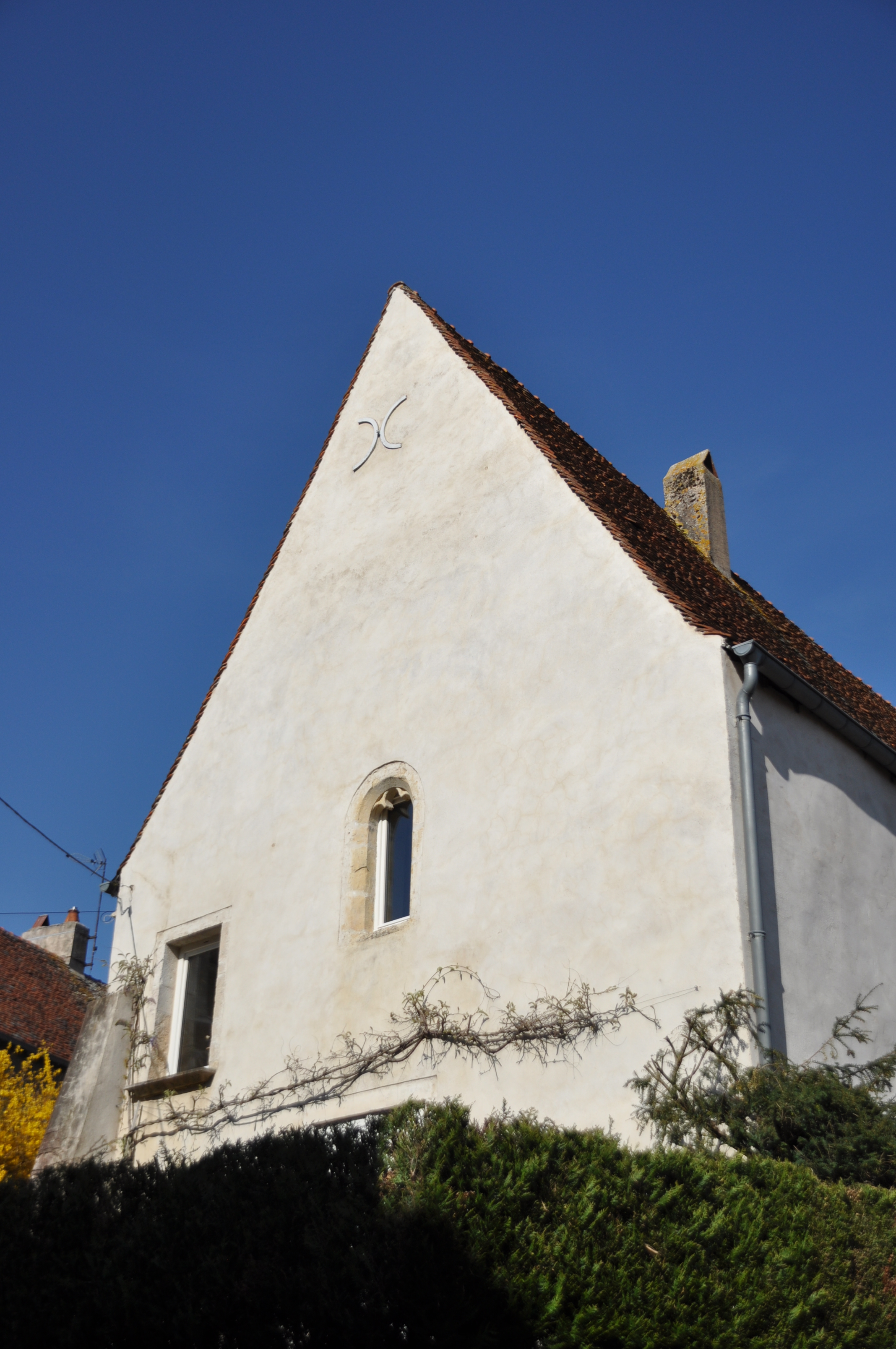
修道院（法语：Prieuré de Pesmes）
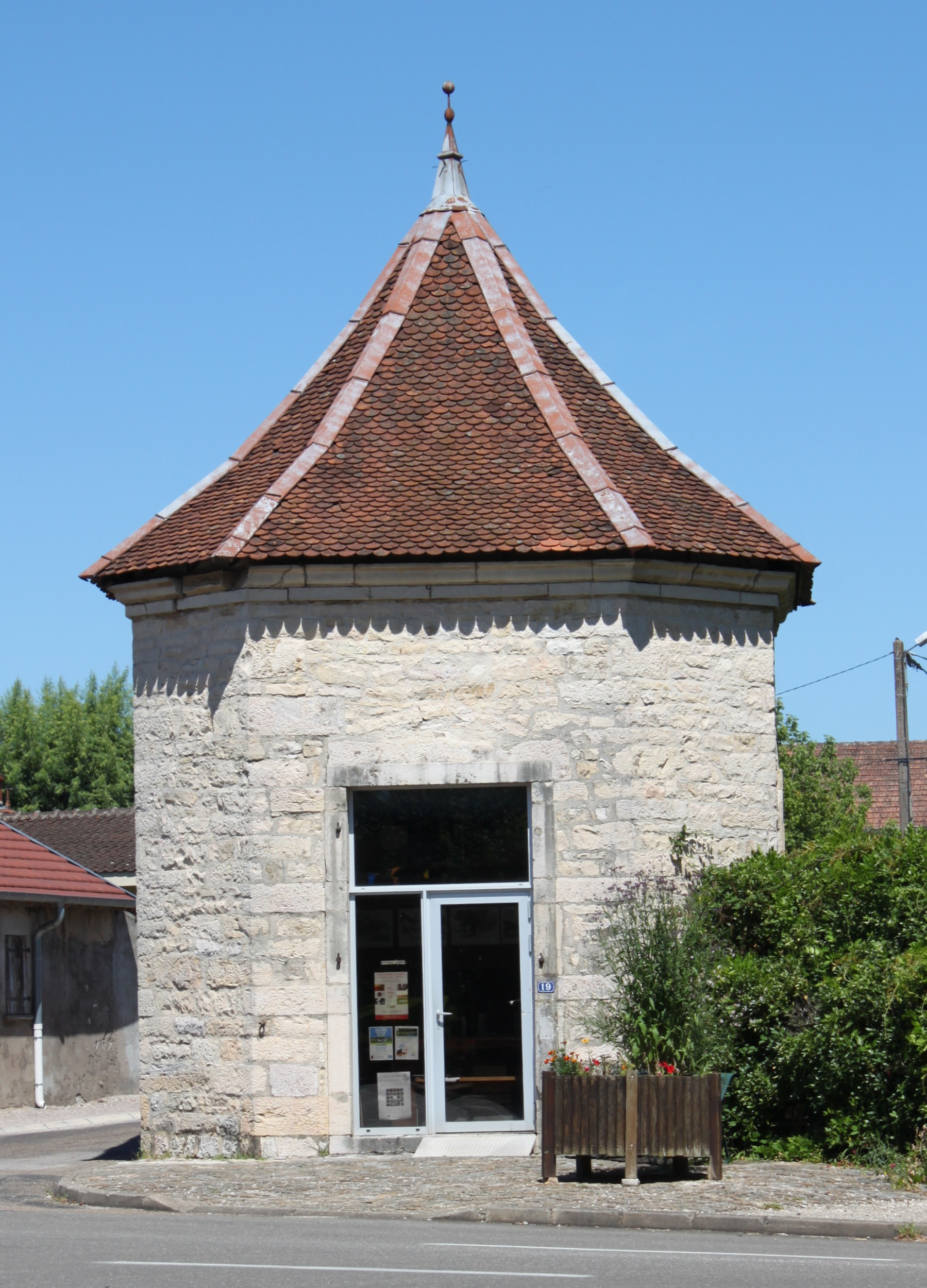
大花园塔楼
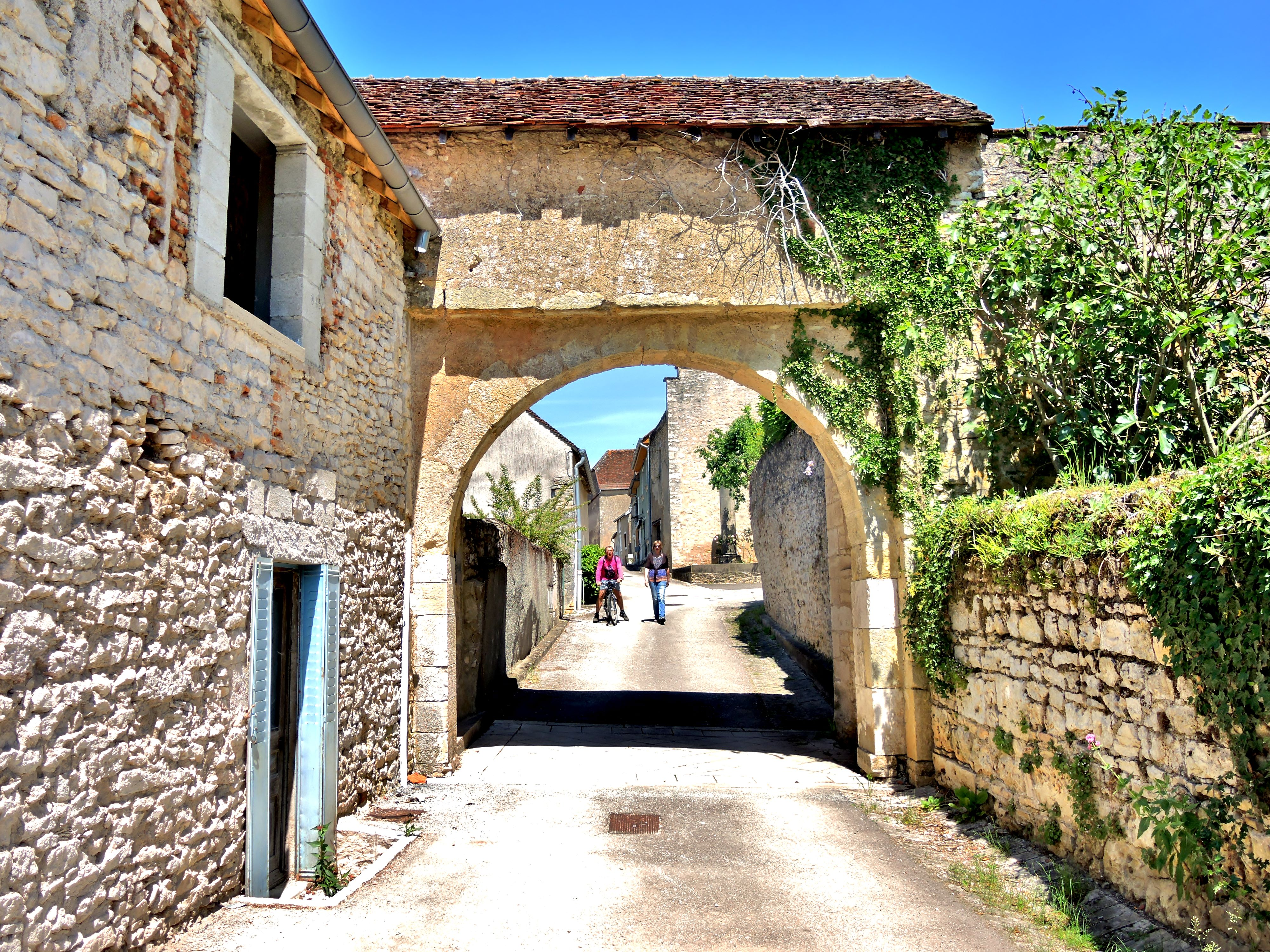
卢瓦热罗城门
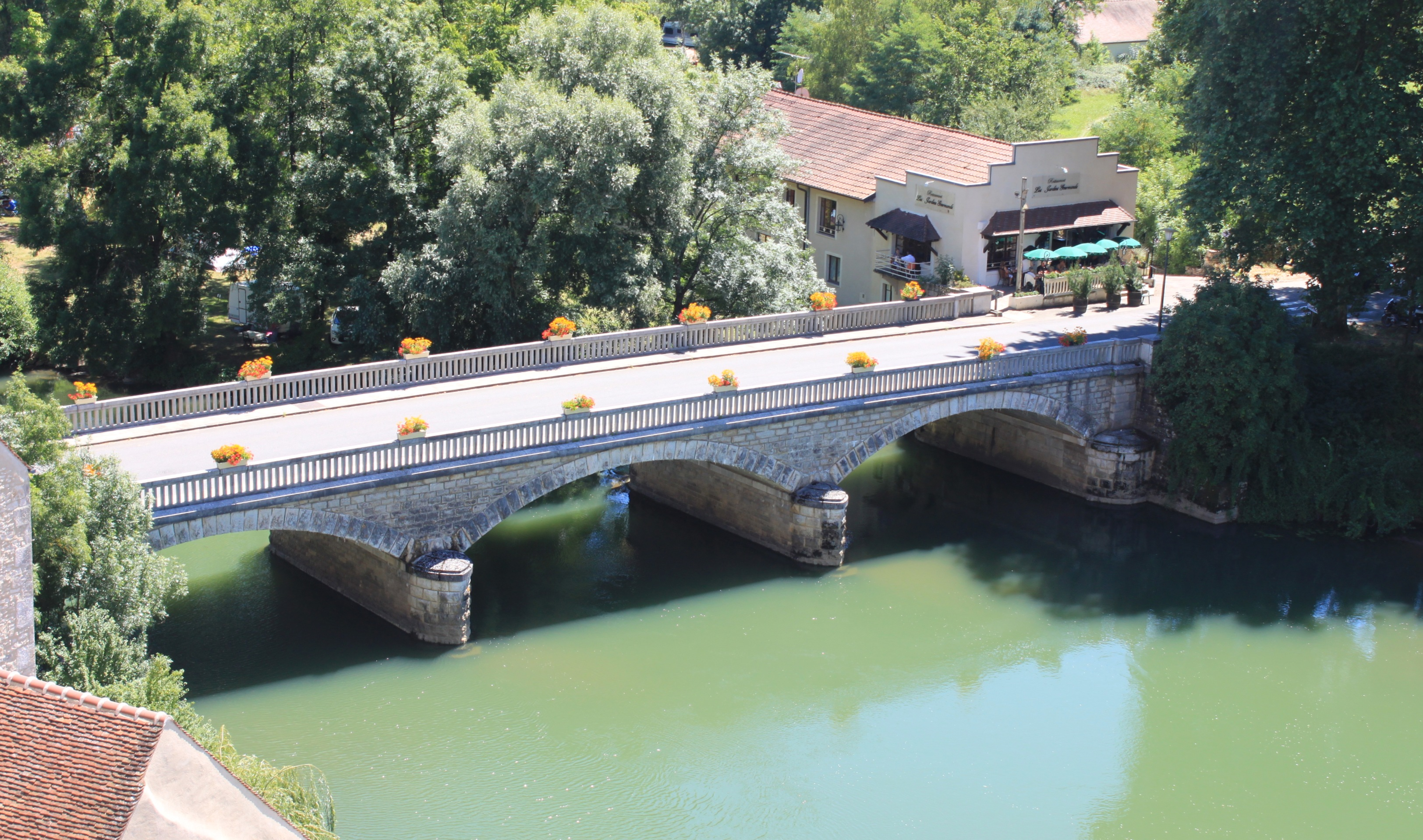
奥尼翁河桥

### 旅游

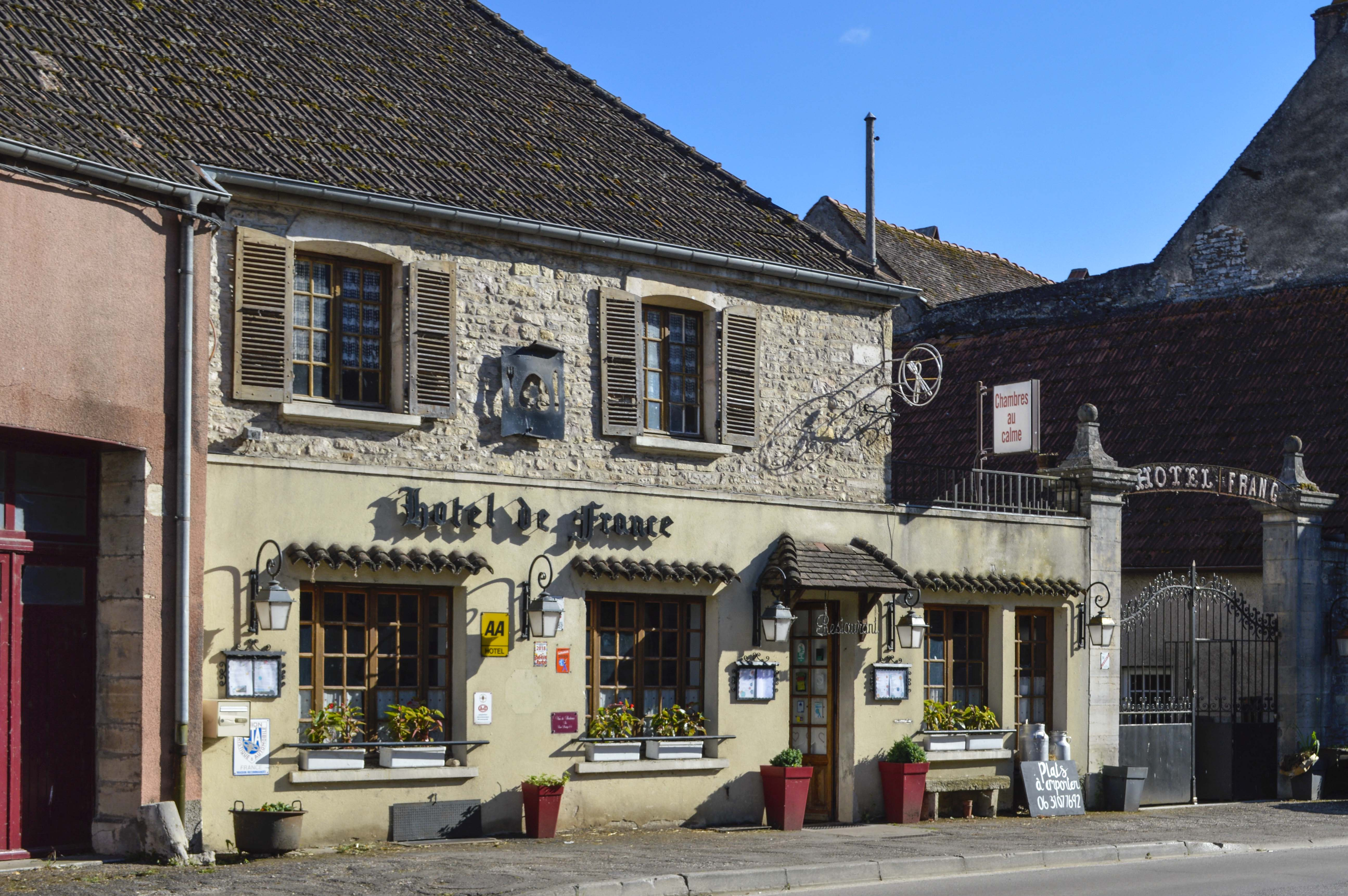
法兰西酒店

佩姆的旅游事务由其所属的格雷河谷市镇公共社区负责。2022年，佩姆境内共有1家酒店共计10间房间；另有1个露营地，可容纳共43辆露营车。

### 媒体
法国主要的媒体均可在佩姆接收，法国电视三台下属的勃艮第-弗朗什-孔泰大区频道在部分时段播出佩姆所属区域的地方新闻。《东部共和国人报》是当地主要的地方媒体，其总部位于南锡。

## 相关人物
法国文学家皮埃尔·马蒂厄、将军安德烈·蓬塞和雕塑家亨利-保罗·雷出生于佩姆。

## 友好城市
截至2022年10月，佩姆共与一座城市互为友好城市关系：
- 德国 阿尔斯海姆